# Tricondyloides elongatus
Tricondyloides elongatus là một loài bọ cánh cứng trong họ Cerambycidae.